# Georgische Fußballnationalmannschaft der Frauen
Die georgische Fußballnationalmannschaft der Frauen (georgisch საქართველოს ქალთა ეროვნული საფეხბურთო ნაკრები) ist die Auswahl Georgiens. Da sie UEFA-Mitglied ist, nimmt die Mannschaft an den Europameisterschaften teil, obwohl Georgien geografisch zu Asien gehört.

## Geschichte
Bis 1990 gehörte Georgien zur Sowjetunion und hatte keine eigenständige Nationalmannschaft. Der Georgische Fußballverband wurde 1990 gegründet und trat 1992 der UEFA und der FIFA bei.
Das erste Länderspiel der Frauennationalmannschaft seit der Eigenständigkeit gab es am 10. September 1997 beim 0:11 gegen Jugoslawien. Am 11. Mai 2009 gelang im Freundschaftsspiel gegen Mazedonien mit einem 3:1 der erste Sieg. Alle Heimspiele wurden bisher in Rustawi oder Tiflis ausgetragen. Bisher konnte sich Georgien weder für eine Welt- noch Europameisterschaft qualifizieren. In der Qualifikation zur Weltmeisterschaft 2011 belegte Georgien in seiner Gruppe den letzten Platz. Das beste Ergebnis dabei war ein 1:1 gegen Bulgarien. Im ersten Qualifikationsspiel gegen Dänemark kassierte die Mannschaft mit einem 0:15 ihre bisher höchste Niederlage. Im Vorqualifikationsturnier zur EM 2013 auf Malta schied Georgien als Gruppendritter aus. Auch im Vorqualifikationsturnier zur WM 2015 im April 2013 in Litauen schied Georgien aus, konnte dabei aber die Gastgeberinnen mit 4:3 besiegen.

## Teilnahmen an Fußball-Weltmeisterschaften
- Bis 1991: keine Teilnahme, da Teil der Sowjetunion, die aber auch nicht teilnahm
- 1995: nicht teilgenommen
- 1999: als Teilnehmer der B-Klasse keine Möglichkeit, sich für die WM 1999 zu qualifizieren
- 2003: nicht teilgenommen
- 2007: nicht teilgenommen
- 2011: nicht qualifiziert
- 2015: nicht qualifiziert
- 2023: nicht qualifiziert

## Teilnahmen an Fußball-Europameisterschaften
- Bis 1991: keine Teilnahme, da Teil der Sowjetunion, die aber auch nicht teilnahm
- 1993–2005 nicht teilgenommen
- 2009 nicht qualifiziert
- 2013 nicht qualifiziert
- 2017 nicht qualifiziert
- 2022 nicht qualifiziert
- 2025: nicht qualifiziert

## Women’s Nations League
- 2023/24: Liga C4 – 4. Platz
- 2025: Liga C2 – 3. Platz

## Spiele gegen Nationalmannschaften deutschsprachiger Staaten
Am 27. Oktober 2015 spielte die Mannschaft im Rahmen der Qualifikation für die EM 2017 erstmals gegen eine deutschsprachige Mannschaft und verlor mit 0:4 gegen die Schweiz. Das Rückspiel elf Monate später wurde mit 0:3 verloren.